# Tite (Fußballtrainer)
Tite [ˈtʃitʃi], bürgerlich Adenor Leonardo Bacchi (* 25. Mai 1961 in Caxias do Sul), ist ein brasilianischer Fußballtrainer und ehemaliger Fußballspieler. Von 2016 bis 2023 fungierte er als Cheftrainer der brasilianischen Nationalmannschaft.

## Karriere
Nachdem Tite, dessen Familie aus der italienischen Stadt Mantua stammt, aufgrund einer Knieverletzung seine professionelle Fußballlaufbahn beendet hatte, arbeitete er ab 1990 als Trainer verschiedener Vereine in der brasilianischen Liga. Seinen ersten großen Titel gewann er mit Internacional Porto Alegre, den er 2008 und 2009 betreute, mit der Copa Sudamericana 2008.
Im August 2010 unterschrieb Tite einem Vertrag bei al-Wahda in den Vereinigten Arabischen Emiraten. Dieser Vertrag wurde nach fünf Spielen auf Wunsch von Tite aufgelöst, da er ein Angebot von Corinthians aus São Paulo annahm. Es war sein zweites Engagement bei diesem Verein; er hatte bereits 2004 und 2005 die erste Mannschaft trainiert. Unter seiner Verantwortung gewann Corinthians die brasilianische Meisterschaft 2011, wurde ein Jahr später Südamerika-Meister und Klub-Weltmeister. Im Dezember 2013 legte er eine Pause ein, bildete sich beruflich weiter und beobachtete Spiele bei der Fußball-Weltmeisterschaft 2014. Er besuchte Klubs wie den FC Arsenal und Real Madrid, um die Trainingsarbeit von Trainern wie Carlo Ancelotti zu studieren. Im Jahre 2015 kehrte er als Trainer zu Corinthians zurück und führte die Mannschaft zur brasilianischen Meisterschaft 2015.
Im Juni 2016 wurde Tite neuer Trainer der brasilianischen Nationalelf als Nachfolger des entlassenen Carlos Dunga. Unter seiner Leitung qualifizierte sich die Nationalmannschaft als Tabellenerster zu der Fußball-Weltmeisterschaft 2018 in Russland. Im Viertelfinale unterlag die Seleção der Mannschaft aus Belgien. Trotz der Niederlage erhielt Tite ein Angebot der CBF, die Auswahl weitere vier Jahre zu betreuen. Ende Juli 2018 wurde seine Vertragslaufzeit um vier Jahre bis zur Fußball-Weltmeisterschaft 2022 verlängert.
Im Jahr 2019 führte Tite die Mannschaft zum Gewinn der Copa América 2019. Im Februar 2022 kündigte er an, die Leitung der Nationalmannschaft nach der Fußball-Weltmeisterschaft 2022 am Ende des Jahres niederzulegen. Die Qualifikation zur WM erreichte er mit Brasilien ungeschlagen als Tabellenerster (14 Siege, 3 Unentschieden). Bei der Weltmeisterschaft kam er mit der Mannschaft erneut bis ins Viertelfinale. In diesem unterlag die Mannschaft dem Team aus Kroatien im Elfmeterschießen (1:1 n. V. (0:0, 0:0) 4:2 i. E.). Am 17. Januar 2023 endete offiziell seine Amtszeit.
Anfang Oktober 2023 wurde bekannt, dass Tite Cheftrainer bei Flamengo Rio de Janeiro wird. Der Kontrakt erhielt eine Laufzeit bis Dezember 2024. Ende September 2024 wurde er nach dem 28. Spieltag, auf Platz vier liegend und zwei Tage vor dem Halbfinalhinspiel im Copa do Brasil 2024 gegen Corinthians São Paulo, vorzeitig entlassen und durch Filipe Luís ersetzt.

## Privates
Als Jugendlicher nahm Tite Sportunterricht bei Luiz Felipe Scolari, der zunächst sein Mentor und später sein Rivale als Trainer wurde. Später studierte er Leibeserziehungen und graduierte an der Katholischen Universität von Campinas.

## Erfolge
Veranópolis
- Campeonato Gaúcho Zweite Liga: 1993

Caxias
- Campeonato Gaúcho: 2000

Grêmio
- Campeonato Gaúcho: 2001
- Copa do Brasil: 2001

Internacional
- Copa Sudamericana: 2008
- Campeonato Gaúcho: 2009

Corinthians
- Campeonato Brasileiro de Futebol: 2011, 2015
- Copa Libertadores: 2012
- FIFA Klub-Weltmeisterschaft: 2012
- Campeonato Paulista: 2013
- Recopa Sudamericana: 2013

Nationalmannschaft
- Superclásico de las Américas: 2017, 2018
- Copa América: 2019

## Auszeichnungen
- Prêmio Craque do Brasileirão, Bester Trainer: 2015
- Person des Jahres, Bereich Sport (O Globo): 2015[16]
- Südamerikanischer Trainer des Jahres: 2017[17]